# Handan Sultan
Handan Sultan (d. 9 novembre 1605) était une des concubines du sultan ottoman Mehmed III et mère du sultan Ahmet Ier elle fut la 4e Sultane Validée de l’empire ottoman.